# Élections législatives de 2017 dans le Puy-de-Dôme
Les élections législatives françaises de 2017 se dérouleront les 11 et 18 juin 2017. Dans le département du Puy-de-Dôme, cinq députés sont à élire dans le cadre de cinq circonscriptions.

## Élus
| Circonscription                                 | Député sortant         | Parti | Parti | Député élu ou réélu    | Parti | Parti |
| ----------------------------------------------- | ---------------------- | ----- | ----- | ---------------------- | ----- | ----- |
| 1re                                             | Odile Saugues*         |       | PS    | Valérie Thomas         |       | LREM  |
| 2e                                              | Christine Pirès-Beaune |       | PS    | Christine Pirès-Beaune |       | PS    |
| 3e                                              | Danielle Auroi*        |       | EÉLV  | Laurence Vichnievsky   |       | MoDem |
| 4e                                              | Jean-Paul Bacquet*     |       | PS    | Michel Fanget          |       | MoDem |
| 5e                                              | André Chassaigne       |       | PCF   | André Chassaigne       |       | PCF   |
| * député sortant ne se représentant pas en 2017 |                        |       |       |                        |       |       |

## Rappel des résultats départementaux des élections de 2012
| Parti          | Parti                                     | Premier tour | Premier tour | Second tour | Second tour | Sièges |
| Parti          | Parti                                     | Voix         | %            | Voix        | %           | Sièges |
| -------------- | ----------------------------------------- | ------------ | ------------ | ----------- | ----------- | ------ |
|                | Parti socialiste                          | 79 000       | 30,07        | 57 037      | 28,72       | 3      |
|                | Europe Écologie Les Verts                 | 24 288       | 9,24         | 26 958      | 13,58       | 1      |
|                | Divers gauche dont MRC                    | 1 627        | 0,62         |             |             | 0      |
|                | Majorité présidentielle                   | 104 915      | 39,93        | 83 995      | 42,29       | 4      |
|                |                                           |              |              |             |             |        |
|                | Union pour un mouvement populaire         | 66 948       | 20,88        | 77 359      | 38,95       | 0      |
|                | Nouveau centre                            | 1 625        | 0,62         |             |             | 0      |
|                | Parti radical                             | 711          | 0,27         | 0           |             |        |
|                | Droite parlementaire                      | 69 284       | 26,37        | 77 359      | 38,95       | 0      |
|                |                                           |              |              |             |             |        |
|                | Front de gauche                           | 43 561       | 16,58        | 37 257      | 18,76       | 1      |
|                | Front national                            | 27 512       | 10,47        |             |             | 0      |
|                | Mouvement démocrate                       | 8 397        | 3,20         | 0           |             |        |
|                | Extrême gauche dont LO et NPA             | 4 942        | 1,88         | 0           |             |        |
|                | Divers écologiste dont LT-LNÉ, MÉI et AÉI | 3 417        | 1,30         | 0           |             |        |
|                | Divers                                    | 692          | 0,26         | 0           |             |        |
|                |                                           |              |              |             |             |        |
| Inscrits       | Inscrits                                  | 448 947      | 100,00       | 353 645     | 100,00      | 5      |
| Abstentions    | Abstentions                               | 182 008      | 40,54        | 148 051     | 41,86       |        |
| Votants        | Votants                                   | 266 939      | 59,46        | 205 594     | 58,14       |        |
| Blancs et nuls | Blancs et nuls                            | 4 219        | 1,58         | 6 983       | 3,4         |        |
| Exprimés       | Exprimés                                  | 262 720      | 98,42        | 198 611     | 96,6        |        |

## Résultats

### Résultats à l'échelle du département
|                                                 |                                      |                           |                           |                          |                          |
|                                                 |                                      | Premier tour 11 juin 2017 | Premier tour 11 juin 2017 | Second tour 18 juin 2017 | Second tour 18 juin 2017 |
|                                                 |                                      |                           |                           |                          |                          |
|                                                 |                                      | Nombre                    | % des inscrits            | Nombre                   | % des inscrits           |
| Inscrits                                        | Inscrits                             | 461 113                   | 100,00                    | 461 069                  | 100,00                   |
| Abstentions                                     | Abstentions                          | 221 531                   | 48,04                     | 248 877                  | 53,98                    |
| Votants                                         | Votants                              | 239 582                   | 51,96                     | 212 192                  | 46,02                    |
|                                                 |                                      |                           | % des votants             |                          | % des votants            |
| Bulletins blancs                                | Bulletins blancs                     | 3 149                     | 1,31                      | 14 485                   | 6,83                     |
| Bulletins nuls                                  | Bulletins nuls                       | 1 677                     | 0,70                      | 7 383                    | 3,48                     |
| Suffrages exprimés                              | Suffrages exprimés                   | 234 756                   | 97,99                     | 190 324                  | 89,69                    |
|                                                 |                                      |                           |                           |                          |                          |
| Étiquette politique                             | Étiquette politique                  | Voix                      | % des exprimés            | Voix                     | % des exprimés           |
|                                                 |                                      |                           |                           |                          |                          |
|                                                 | La République en marche              | 44 703                    | 19,04                     | 50 118                   | 26,33                    |
|                                                 | Mouvement démocrate                  | 34 856                    | 14,85                     | 39 598                   | 20,81                    |
|                                                 | La France insoumise                  | 29 705                    | 12,65                     | 13 603                   | 7,15                     |
|                                                 | Les Républicains                     | 24 842                    | 10,58                     | 15 483                   | 8,14                     |
|                                                 | Parti communiste français            | 23 053                    | 9,82                      | 30 620                   | 16,09                    |
|                                                 | Parti socialiste                     | 22 612                    | 9,63                      | 24 936                   | 13,10                    |
|                                                 | Front national                       | 21 191                    | 9,03                      |                          |                          |
|                                                 | Union des démocrates et indépendants | 13 890                    | 5,92                      | 15 966                   | 8,39                     |
|                                                 | Écologiste                           | 9 663                     | 4,12                      |                          |                          |
|                                                 | Divers gauche                        | 3 442                     | 1,47                      |                          |                          |
|                                                 | Debout la France                     | 3 058                     | 1,30                      |                          |                          |
|                                                 | Divers                               | 1 737                     | 0,74                      |                          |                          |
|                                                 | Extrême gauche                       | 1 647                     | 0,70                      |                          |                          |
|                                                 | Divers droite                        | 352                       | 0,15                      |                          |                          |
|                                                 | Extrême droite                       | 5                         | 0,00                      |                          |                          |
| Source : Ministère de l'Intérieur - Puy-de-Dôme |                                      |                           |                           |                          |                          |

### Résultats par circonscription

#### Première circonscription
Député sortant : Odile Saugues (Parti socialiste).
|                                                                             |                                                                              |                           |                           |                          |                          |
|                                                                             |                                                                              | Premier tour 11 juin 2017 | Premier tour 11 juin 2017 | Second tour 18 juin 2017 | Second tour 18 juin 2017 |
|                                                                             |                                                                              |                           |                           |                          |                          |
|                                                                             |                                                                              | Nombre                    | % des inscrits            | Nombre                   | % des inscrits           |
| Inscrits                                                                    | Inscrits                                                                     | 83 500                    | 100,00                    | 83 501                   | 100,00                   |
| Abstentions                                                                 | Abstentions                                                                  | 44 593                    | 53,40                     | 49 118                   | 58,82                    |
| Votants                                                                     | Votants                                                                      | 38 907                    | 46,60                     | 34 383                   | 41,18                    |
|                                                                             |                                                                              |                           | % des votants             |                          | % des votants            |
| Bulletins blancs                                                            | Bulletins blancs                                                             | 522                       | 1,34                      | 1 865                    | 5,42                     |
| Bulletins nuls                                                              | Bulletins nuls                                                               | 216                       | 0,56                      | 873                      | 2,54                     |
| Suffrages exprimés                                                          | Suffrages exprimés                                                           | 38 169                    | 98,10                     | 31 645                   | 92,04                    |
|                                                                             |                                                                              |                           |                           |                          |                          |
| Candidat Étiquette politique (partis et alliances)                          | Candidat Étiquette politique (partis et alliances)                           | Voix                      | % des exprimés            | Voix                     | % des exprimés           |
|                                                                             |                                                                              |                           |                           |                          |                          |
|                                                                             | Valérie Thomas La République en marche                                       | 15 481                    | 40,56                     | 18 042                   | 57,01                    |
|                                                                             | Alain Laffont La France insoumise                                            | 5 945                     | 15,58                     | 13 603                   | 42,99                    |
|                                                                             | Maxime Vergnault Les Républicains                                            | 3 738                     | 9,79                      |                          |                          |
|                                                                             | Anne Biscos Front national                                                   | 3 546                     | 9,29                      |                          |                          |
|                                                                             | Cécile Audet Parti socialiste (Europe Écologie Les Verts)                    | 3 544                     | 9,29                      |                          |                          |
|                                                                             | Bertrand Pasciuto Divers gauche (Parti socialiste diss.)                     | 2 584                     | 6,77                      |                          |                          |
|                                                                             | Cyril Cineux Parti communiste français                                       | 972                       | 2,55                      |                          |                          |
|                                                                             | Damien Folio Écologiste (Confédération pour l'homme, l'animal et la planète) | 863                       | 2,26                      |                          |                          |
|                                                                             | Antoine Rechagneux Debout la France                                          | 418                       | 1,10                      |                          |                          |
|                                                                             | Charlène Drigeard Divers (Union populaire républicaine)                      | 287                       | 0,75                      |                          |                          |
|                                                                             | Elena Fourcroy Divers (Parti animaliste)                                     | 281                       | 0,74                      |                          |                          |
|                                                                             | Dominique Leclair Lutte ouvrière                                             | 215                       | 0,56                      |                          |                          |
|                                                                             | Sandrine Clavières Extrême gauche (Nouveau Parti anticapitaliste)            | 182                       | 0,48                      |                          |                          |
|                                                                             | Frédéric La Carbona Divers (Génération citoyens)                             | 72                        | 0,19                      |                          |                          |
|                                                                             | Carole Martel El Mehdaoui Divers droite (Femmes du peuple)                   | 41                        | 0,11                      |                          |                          |
|                                                                             | Alexandre Pourchon Divers gauche (La Gauche en Marche)                       | 0                         | 0,00                      |                          |                          |
| Source : Ministère de l'Intérieur - Première circonscription du Puy-de-Dôme |                                                                              |                           |                           |                          |                          |

#### Deuxième circonscription
Député sortant : Christine Pirès-Beaune (Parti socialiste).
|                                                                             | |                           |                           |                          |                          |
|                                                                             | | Premier tour 11 juin 2017 | Premier tour 11 juin 2017 | Second tour 18 juin 2017 | Second tour 18 juin 2017 |
|                                                                             | |                           |                           |                          |                          |
|                                                                             | | Nombre                    | % des inscrits            | Nombre                   | % des inscrits           |
| Inscrits                                                                    | Inscrits | 87 880                    | 100,00                    | 87 873                   | 100,00                   |
| Abstentions                                                                 | Abstentions | 40 750                    | 46,37                     | 44 391                   | 50,52                    |
| Votants                                                                     | Votants | 47 130                    | 53,63                     | 43 482                   | 49,48                    |
|                                                                             | |                           | % des votants             |                          | % des votants            |
| Bulletins blancs                                                            | Bulletins blancs                                                                                                 | 754                       | 1,60                      | 2 437                    | 5,60                     |
| Bulletins nuls                                                              | Bulletins nuls                                                                                                   | 406                       | 0,86                      | 1 594                    | 3,67                     |
| Suffrages exprimés                                                          | Suffrages exprimés                                                                                               | 45 970                    | 97,54                     | 39 451                   | 90,73                    |
|                                                                             | |                           |                           |                          |                          |
| Candidat Étiquette politique (partis et alliances)                          | Candidat Étiquette politique (partis et alliances)                                                               | Voix                      | % des exprimés            | Voix                     | % des exprimés           |
|                                                                             | |                           |                           |                          |                          |
|                                                                             | Mohand Hamoumou La République en marche                                                                          | 13 731                    | 29,87                     | 14 515                   | 36,79                    |
|                                                                             | Christine Pirès-Beaune (députée sortante) Parti socialiste (Europe Écologie Les Verts - Parti radical de gauche) | 12 536                    | 27,27                     | 24 936                   | 63,21                    |
|                                                                             | Pascal Estier La France insoumise                                                                                | 7 225                     | 15,72                     |                          |                          |
|                                                                             | Stéphanie Flori-Dutour Les Républicains                                                                          | 5 827                     | 12,68                     |                          |                          |
|                                                                             | Stanislas Chavelet Front national                                                                                | 4 850                     | 10,55                     |                          |                          |
|                                                                             | Doris Valour Debout la France                                                                                    | 683                       | 1,49                      |                          |                          |
|                                                                             | Franck Truchon Lutte ouvrière                                                                                    | 461                       | 1,00                      |                          |                          |
|                                                                             | Christine Bourdier-Buisson Divers gauche (Nouvelle Donne)                                                        | 381                       | 0,83                      |                          |                          |
|                                                                             | Henri Knauf Divers (Union populaire républicaine)                                                                | 276                       | 0,60                      |                          |                          |
| Source : Ministère de l'Intérieur - Deuxième circonscription du Puy-de-Dôme | |                           |                           |                          |                          |

#### Troisième circonscription
Député sortant : Danielle Auroi (Europe Écologie Les Verts).
|                                                                              |                                                                                 |                           |                           |                          |                          |
|                                                                              |                                                                                 | Premier tour 11 juin 2017 | Premier tour 11 juin 2017 | Second tour 18 juin 2017 | Second tour 18 juin 2017 |
|                                                                              |                                                                                 |                           |                           |                          |                          |
|                                                                              |                                                                                 | Nombre                    | % des inscrits            | Nombre                   | % des inscrits           |
| Inscrits                                                                     | Inscrits                                                                        | 89 004                    | 100,00                    | 89 003                   | 100,00                   |
| Abstentions                                                                  | Abstentions                                                                     | 40 482                    | 45,48                     | 47 607                   | 53,49                    |
| Votants                                                                      | Votants                                                                         | 48 522                    | 54,52                     | 41 396                   | 46,51                    |
|                                                                              |                                                                                 |                           | % des votants             |                          | % des votants            |
| Bulletins blancs                                                             | Bulletins blancs                                                                | 582                       | 1,20                      | 3 619                    | 8,74                     |
| Bulletins nuls                                                               | Bulletins nuls                                                                  | 283                       | 0,58                      | 1 478                    | 3,57                     |
| Suffrages exprimés                                                           | Suffrages exprimés                                                              | 47 657                    | 98,22                     | 36 299                   | 87,69                    |
|                                                                              |                                                                                 |                           |                           |                          |                          |
| Candidat Étiquette politique (partis et alliances)                           | Candidat Étiquette politique (partis et alliances)                              | Voix                      | % des exprimés            | Voix                     | % des exprimés           |
|                                                                              |                                                                                 |                           |                           |                          |                          |
|                                                                              | Laurence Vichnievsky Mouvement démocrate (La République en marche)              | 18 384                    | 38,58                     | 20 333                   | 56,02                    |
|                                                                              | Louis Giscard d'Estaing Union des démocrates et indépendants (Les Républicains) | 10 043                    | 21,07                     | 15 966                   | 43,98                    |
|                                                                              | Marc Chovin La France insoumise                                                 | 5 683                     | 11,92                     |                          |                          |
|                                                                              | Nicolas Bonnet Europe Écologie Les Verts (Parti socialiste)                     | 5 260                     | 11,04                     |                          |                          |
|                                                                              | Anne-Marie Carta Front national                                                 | 3 234                     | 6,79                      |                          |                          |
|                                                                              | Christophe Serre Les Républicains (Les Républicains diss.)                      | 2 789                     | 5,85                      |                          |                          |
|                                                                              | Christine Thomas Parti communiste français                                      | 1 307                     | 2,74                      |                          |                          |
|                                                                              | Corinne Neveux Debout la France                                                 | 484                       | 1,02                      |                          |                          |
|                                                                              | Josiane Mainville Lutte ouvrière                                                | 237                       | 0,50                      |                          |                          |
|                                                                              | Maëlig Le Guern Divers (Union populaire républicaine)                           | 236                       | 0,50                      |                          |                          |
| Source : Ministère de l'Intérieur - Troisième circonscription du Puy-de-Dôme |                                                                                 |                           |                           |                          |                          |

#### Quatrième circonscription
Député sortant : Jean-Paul Bacquet (Parti socialiste).
|                                                                              |                                                              |                           |                           |                          |                          |
|                                                                              |                                                              | Premier tour 11 juin 2017 | Premier tour 11 juin 2017 | Second tour 18 juin 2017 | Second tour 18 juin 2017 |
|                                                                              |                                                              |                           |                           |                          |                          |
|                                                                              |                                                              | Nombre                    | % des inscrits            | Nombre                   | % des inscrits           |
| Inscrits                                                                     | Inscrits                                                     | 98 654                    | 100,00                    | 98 645                   | 100,00                   |
| Abstentions                                                                  | Abstentions                                                  | 47 485                    | 48,13                     | 56 708                   | 57,49                    |
| Votants                                                                      | Votants                                                      | 51 169                    | 51,87                     | 41 937                   | 42,51                    |
|                                                                              |                                                              |                           | % des votants             |                          | % des votants            |
| Bulletins blancs                                                             | Bulletins blancs                                             | 762                       | 1,49                      | 4 879                    | 11,63                    |
| Bulletins nuls                                                               | Bulletins nuls                                               | 374                       | 0,73                      | 2 310                    | 5,51                     |
| Suffrages exprimés                                                           | Suffrages exprimés                                           | 50 033                    | 97,78                     | 34 748                   | 82,86                    |
|                                                                              |                                                              |                           |                           |                          |                          |
| Candidat Étiquette politique (partis et alliances)                           | Candidat Étiquette politique (partis et alliances)           | Voix                      | % des exprimés            | Voix                     | % des exprimés           |
|                                                                              |                                                              |                           |                           |                          |                          |
|                                                                              | Michel Fanget Mouvement démocrate (La République en marche)  | 16 472                    | 32,92                     | 19 265                   | 55,44                    |
|                                                                              | Bertrand Barraud Les Républicains                            | 7 363                     | 14,72                     | 15 483                   | 44,56                    |
|                                                                              | Catherine Mollet La France insoumise                         | 7 240                     | 14,47                     |                          |                          |
|                                                                              | Sylvie Maisonnet Parti socialiste                            | 4 828                     | 9,65                      |                          |                          |
|                                                                              | Sylwia Powarunas Front national                              | 4 293                     | 8,58                      |                          |                          |
|                                                                              | Hervé Prononce Union des démocrates et indépendants          | 3 352                     | 6,70                      |                          |                          |
|                                                                              | Catherine Fromage Parti communiste français                  | 2 330                     | 4,66                      |                          |                          |
|                                                                              | Jean-Baptiste Pegeon Europe Écologie Les Verts               | 2 155                     | 4,31                      |                          |                          |
|                                                                              | Maximilien Martins Debout la France                          | 628                       | 1,26                      |                          |                          |
|                                                                              | Nicole Lozano Divers gauche (Nouvelle Donne)                 | 477                       | 0,95                      |                          |                          |
|                                                                              | François Marotte Lutte ouvrière                              | 314                       | 0,63                      |                          |                          |
|                                                                              | Roland Domas Divers droite (Résistons)                       | 311                       | 0,62                      |                          |                          |
|                                                                              | Mathias Masclet Divers (Union populaire républicaine)        | 265                       | 0,53                      |                          |                          |
|                                                                              | Dominique Morel Extrême droite (Parti nationaliste français) | 5                         | 0,01                      |                          |                          |
| Source : Ministère de l'Intérieur - Quatrième circonscription du Puy-de-Dôme |                                                              |                           |                           |                          |                          |

#### Cinquième circonscription
Député sortant : André Chassaigne (Parti communiste français).
|                                                                              |                                                                                  |                           |                           |                          |                          |
|                                                                              |                                                                                  | Premier tour 11 juin 2017 | Premier tour 11 juin 2017 | Second tour 18 juin 2017 | Second tour 18 juin 2017 |
|                                                                              |                                                                                  |                           |                           |                          |                          |
|                                                                              |                                                                                  | Nombre                    | % des inscrits            | Nombre                   | % des inscrits           |
| Inscrits                                                                     | Inscrits                                                                         | 102 060                   | 100,00                    | 102 047                  | 100,00                   |
| Abstentions                                                                  | Abstentions                                                                      | 48 202                    | 47,23                     | 51 053                   | 50,03                    |
| Votants                                                                      | Votants                                                                          | 53 858                    | 52,77                     | 50 994                   | 49,97                    |
|                                                                              |                                                                                  |                           | % des votants             |                          | % des votants            |
| Bulletins blancs                                                             | Bulletins blancs                                                                 | 604                       | 1,12                      | 1 685                    | 3,30                     |
| Bulletins nuls                                                               | Bulletins nuls                                                                   | 328                       | 0,61                      | 1 128                    | 2,21                     |
| Suffrages exprimés                                                           | Suffrages exprimés                                                               | 52 926                    | 98,27                     | 48 181                   | 94,48                    |
|                                                                              |                                                                                  |                           |                           |                          |                          |
| Candidat Étiquette politique (partis et alliances)                           | Candidat Étiquette politique (partis et alliances)                               | Voix                      | % des exprimés            | Voix                     | % des exprimés           |
|                                                                              |                                                                                  |                           |                           |                          |                          |
|                                                                              | André Chassaigne (député sortant) Parti communiste français                      | 18 444                    | 34,85                     | 30 620                   | 63,55                    |
|                                                                              | Sébastien Gardette La République en marche                                       | 15 491                    | 29,27                     | 17 561                   | 36,45                    |
|                                                                              | Jérôme Jayet Front national                                                      | 5 267                     | 9,95                      |                          |                          |
|                                                                              | Myriam Fougère Les Républicains                                                  | 5 125                     | 9,68                      |                          |                          |
|                                                                              | Sara Perret La France insoumise                                                  | 3 612                     | 6,82                      |                          |                          |
|                                                                              | Gérard Betenfeld Parti socialiste                                                | 1 704                     | 3,22                      |                          |                          |
|                                                                              | Jérémy Prévost Debout la France                                                  | 845                       | 1,60                      |                          |                          |
|                                                                              | Claire Lespagnol Europe Écologie Les Verts                                       | 716                       | 1,35                      |                          |                          |
|                                                                              | Mikaël Montagnon Écologiste (Confédération pour l'homme, l'animal et la planète) | 669                       | 1,26                      |                          |                          |
|                                                                              | Florence Dinouard Union des démocrates et indépendants                           | 495                       | 0,94                      |                          |                          |
|                                                                              | Jeannine Laubreton Divers (Union populaire républicaine)                         | 320                       | 0,60                      |                          |                          |
|                                                                              | Gabrielle Capron Lutte ouvrière                                                  | 238                       | 0,45                      |                          |                          |
| Source : Ministère de l'Intérieur - Cinquième circonscription du Puy-de-Dôme |                                                                                  |                           |                           |                          |                          |